# Mandrilloptère

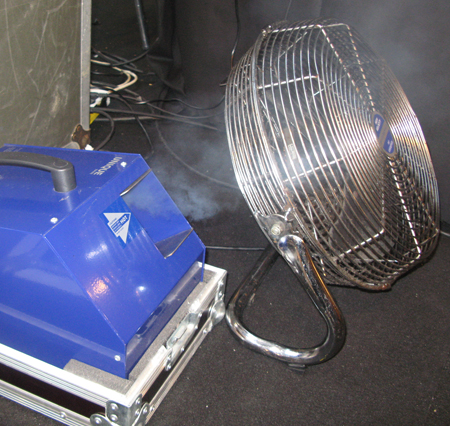
Mandrilloptère en action avec une machine à brouillard Look Unique

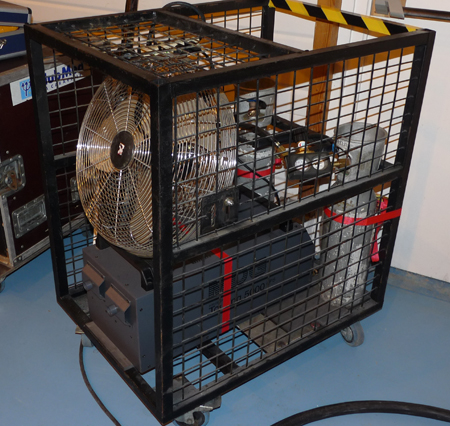
Mandrilloptère installé dans une cage avec machine à brouillard MDG 5000 HO.

Le mandrilloptère désigne, dans le milieu du spectacle, du concert, du théâtre et de l'événementiel, un gros ventilateur au sol destiné à brasser l'air pour diffuser du brouillard sur la scène et dans la salle lors d'une représentation. Sa taille est d'environ 45  à   80 centimètres de diamètre.
Le brouillard est utilisé pour visualiser les faisceaux des projecteurs, permettant une construction volumétrique de la lumière. Le mandrilloptère s'utilise en complément à une machine à brouillard ou à fumée, disposé à proximité de la sortie d'émission de celle-ci.
Le mandrilloptère sert aussi dans le cadre de l'évènementiel à diffuser de la fumée sur une scène ou dans une salle.